# Burcht (België)

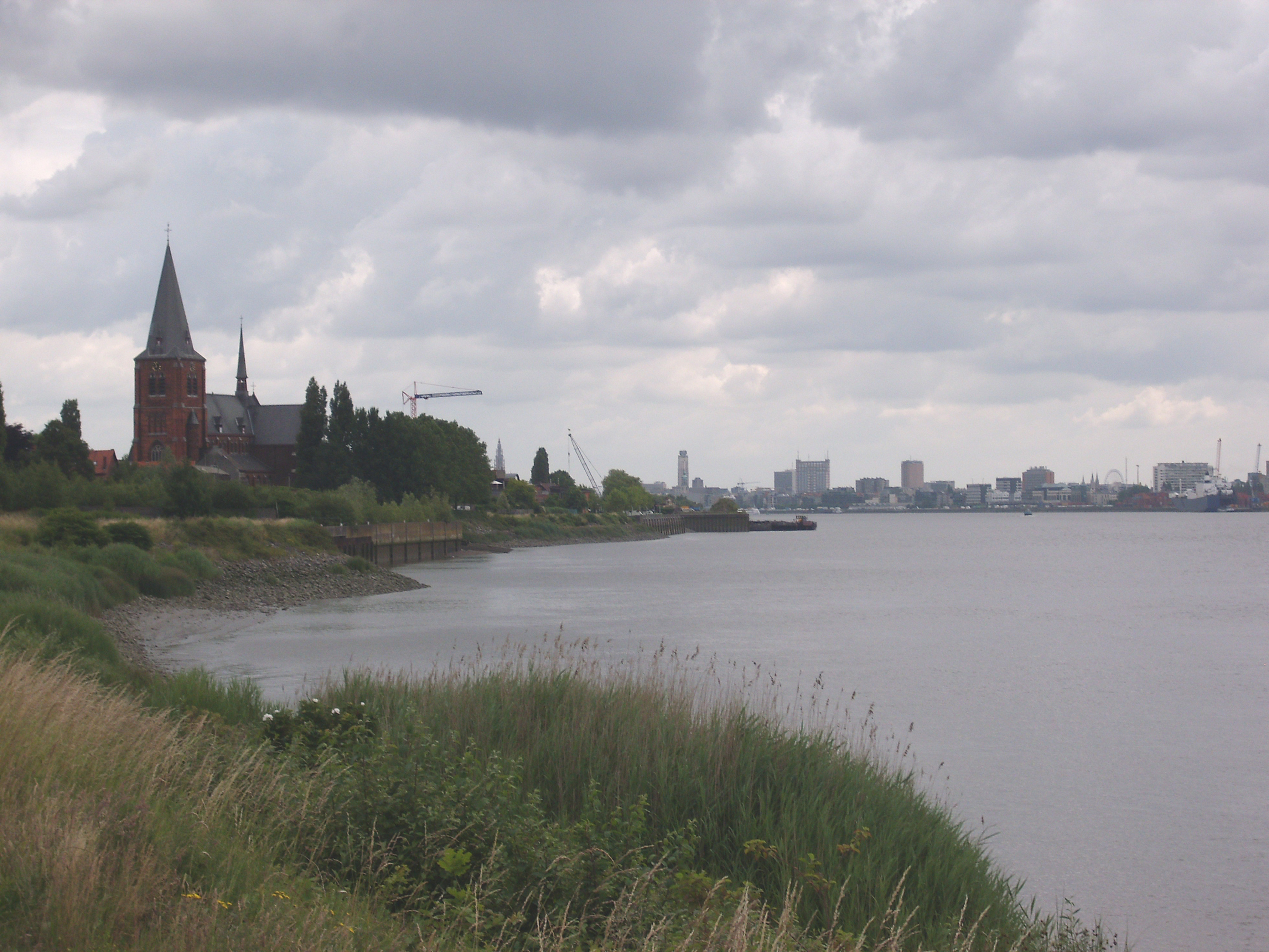
Gezicht op Burcht vanaf de Scheldeoever, op de achtergrond Antwerpen

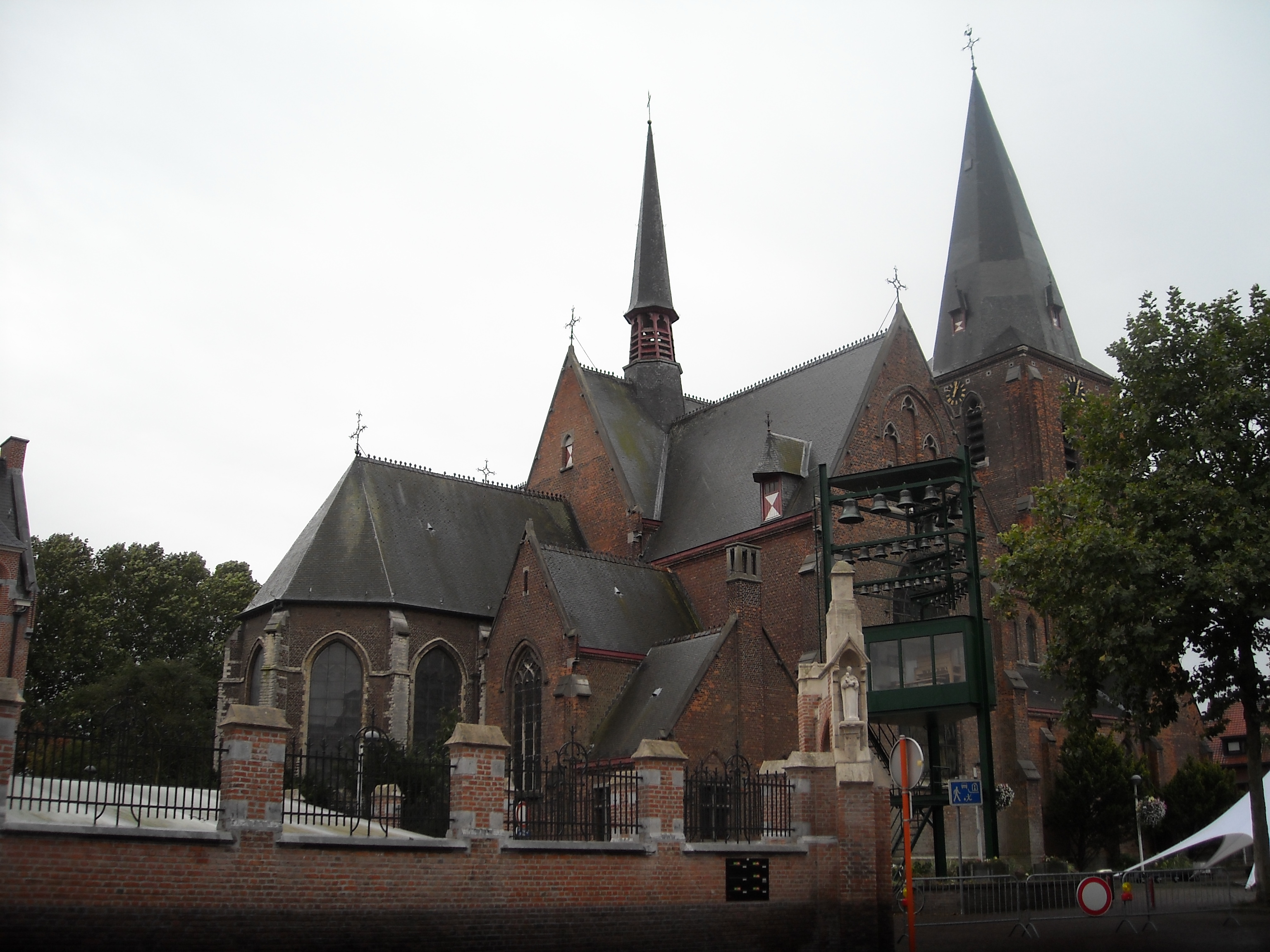
Sint-Martinuskerk

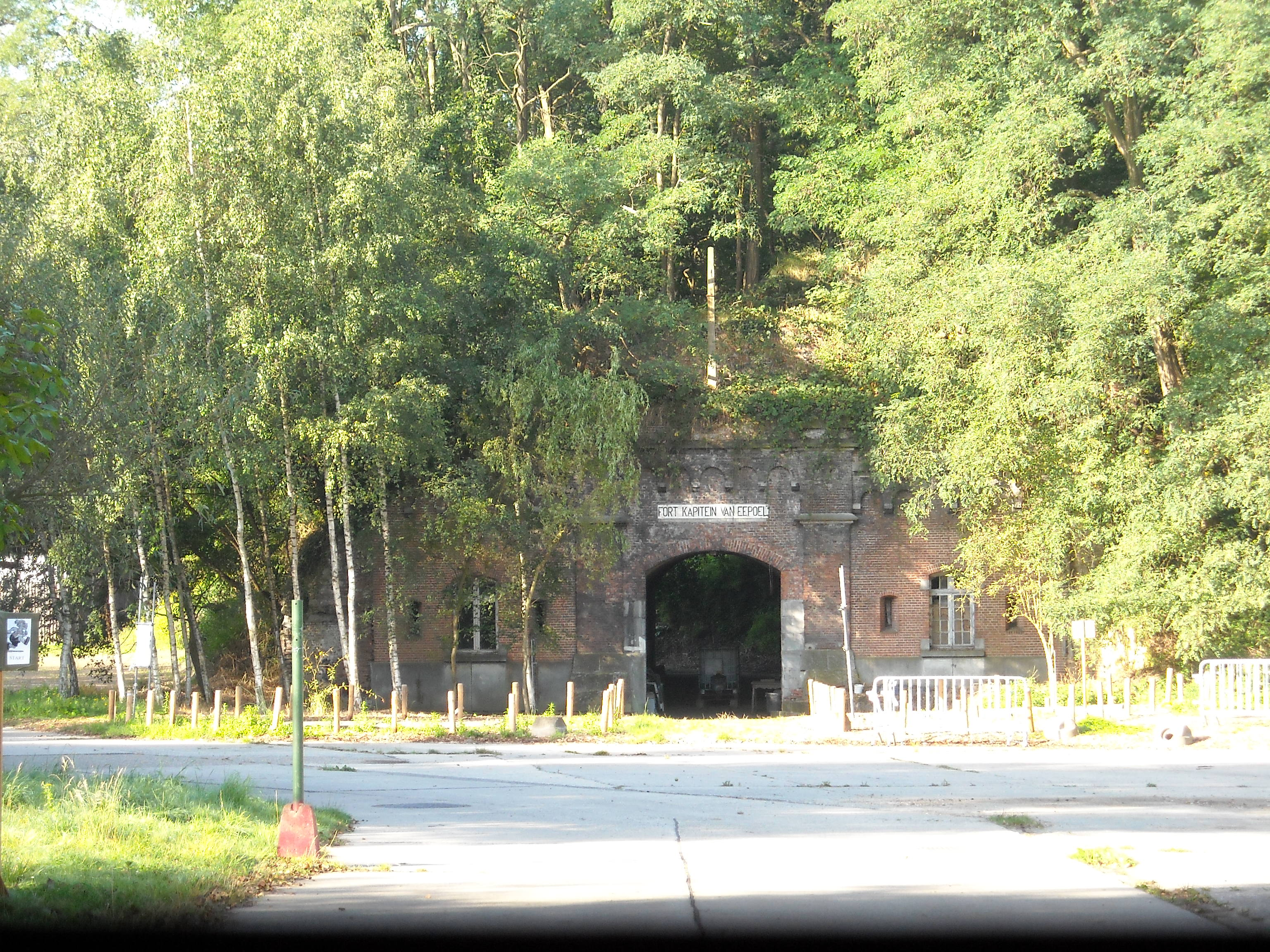
Fort van Kruibeke in Burcht

Burcht is een dorp in de Belgische provincie Oost-Vlaanderen en een deelgemeente van Beveren-Kruibeke-Zwijndrecht. Burcht ligt op de linkeroever van de Schelde.

## Geschiedenis
Het dorp zou vermoedelijk haar oorsprong vinden in een Gallo-Romeinse periode toen er een kasteel of versterking was.
Een van de eerste vermeldingen van de nederzetting dateert uit de 7e eeuw. De heerlijkheid Burcht was na 840 een van de zes apanagedorpen in het Land van Waas van de graaf van Vlaanderen, waarna het in 1241 ingedeeld werd bij de Vierschaar te Melsele. In 1315 werd het dorp belegerd door de troepen van Willem van Avesnes, graaf van Holland en in 1452 had het dorp te lijden onder de oorlogen van de Bourgondische hertogen.
Omstreeks 1576-'77 kwam de heerlijkheid in handen van de geuzen, maar in 1583 werd het veroverd door de Spanjaarden. Deze maakten er een strategisch punt van tijdens het Beleg van Antwerpen onder leiding van de hertog van Parma. Omstreeks 1667 kwam het dorp in handen van Ignatius Carena, die het erfde van ridder Jacomo Carena. Vervolgens was het van 1685 tot 1700 in handen van de familie Colen en vervolgens tot het einde van het ancien régime in handen van de familie de Neuf.
Op het eind van het ancien régime, toen tijdens de Franse bezetting op het eind van de 18de eeuw de gemeenten werden gecreëerd, werd Burcht een gemeente in het Scheldedepartement (de latere provincie Oost-Vlaanderen).
Tijdens de Eerste Wereldoorlog vochten de gebroeders Van der Stock uit Burcht aan de IJzer. De jongste van hen, Octaaf, sneuvelde.
In 1923 werd de gemeente Burcht samen met buurgemeente Zwijndrecht overgeheveld van de provincie Oost-Vlaanderen naar de provincie Antwerpen.
Burcht was een zelfstandige gemeente tot eind 1976 en werd toen bij de  gemeentelijke herindeling een deelgemeente van Zwijndrecht. Op dat moment had Burcht een [oppervlakte van 4,35 km² en telde 6774 inwoners. 
In 2025 werd Burcht, net als de rest van Zwijndrecht, bij de nieuwe fusiegemeente Beveren-Kruibeke-Zwijndrecht onderbracht. Burcht verhuisde daardoor terug van de provincie Antwerpen naar de provincie Oost-Vlaanderen.

## Demografische ontwikkeling
- Bronnen:NIS, Opm:1831 tot en met 1970=volkstellingen; 1976 = inwoneraantal op 31 december

## Bezienswaardigheden
- De grenspaal tussen Burcht en Kruibeke
- De Sint-Martinuskerk
- Het Oorlogsmonument Burcht
- De eerste openluchtbeiaard van Vlaanderen
- De zonnewijzer uit 1637 in het Wolfsbergpark
- Burcht huisvest een kazerne: het Kwartier 1ste Luitenant Victor Thoumsin van de genie
- Fort van Kruibeke
- De eerste 6D cinema ter wereld: Cinema 4 You[2]

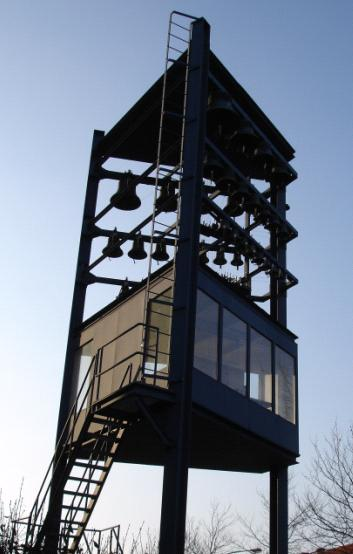
De openluchtbeiaard van Burcht
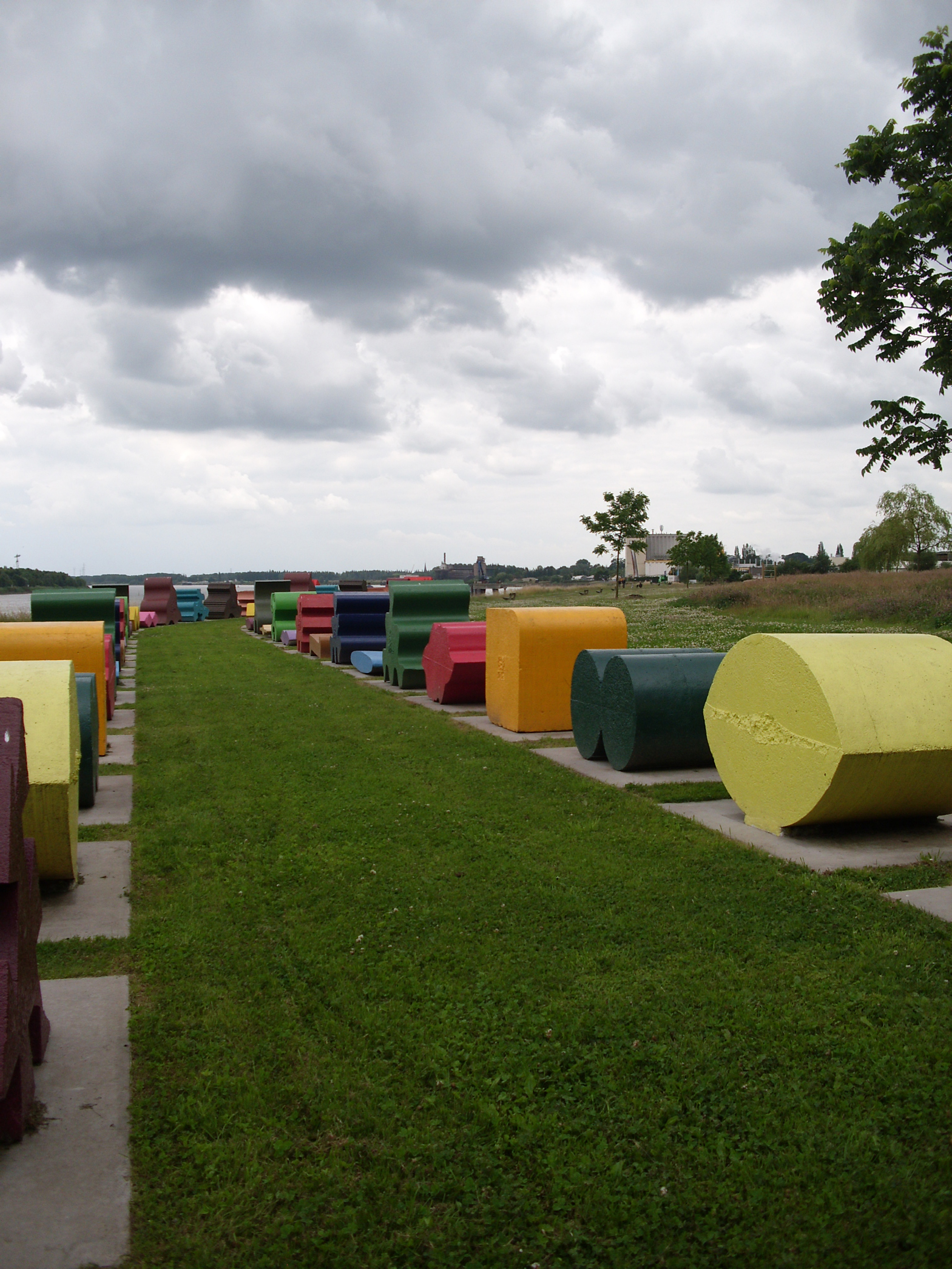
De Lettertuin
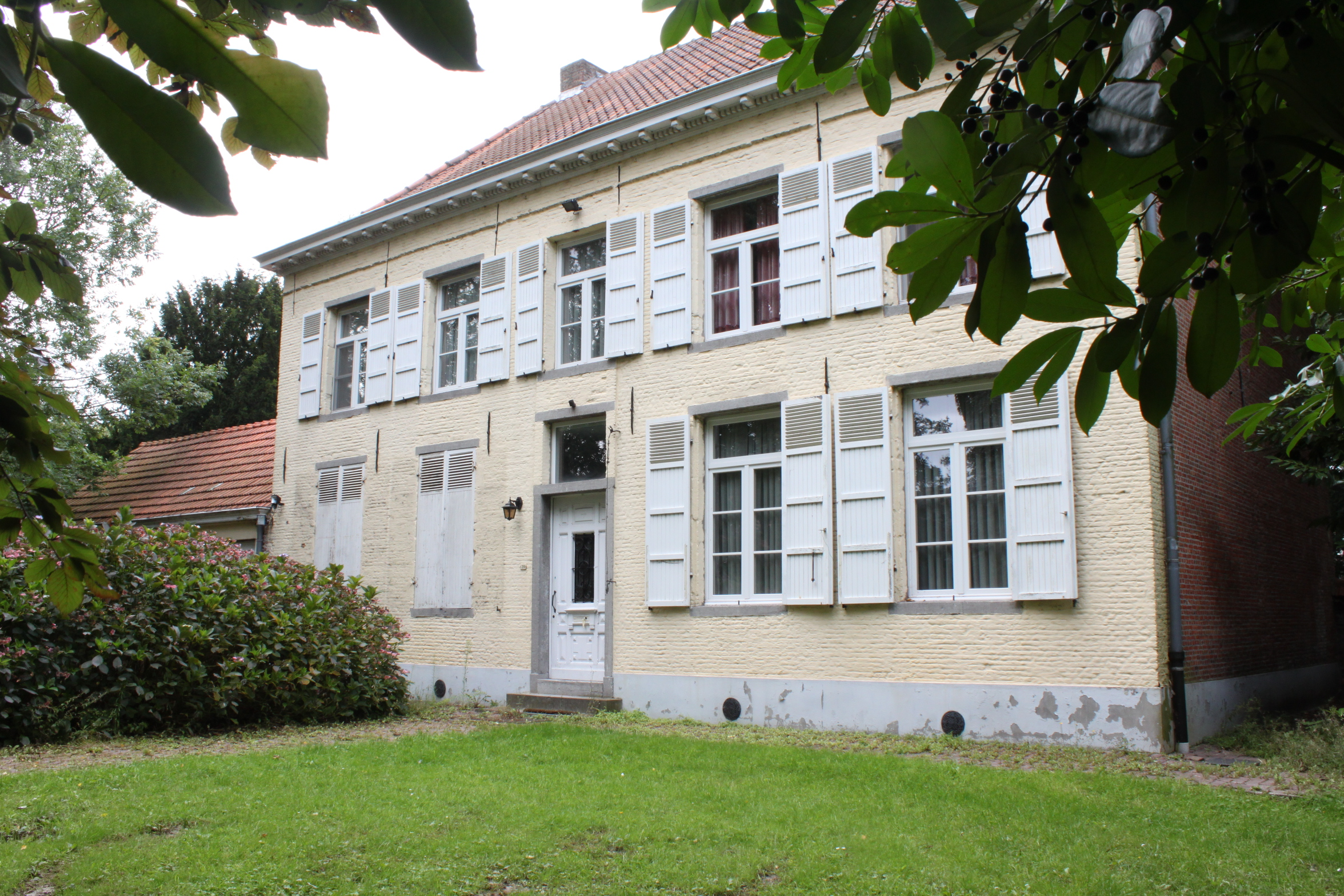
Pastorie
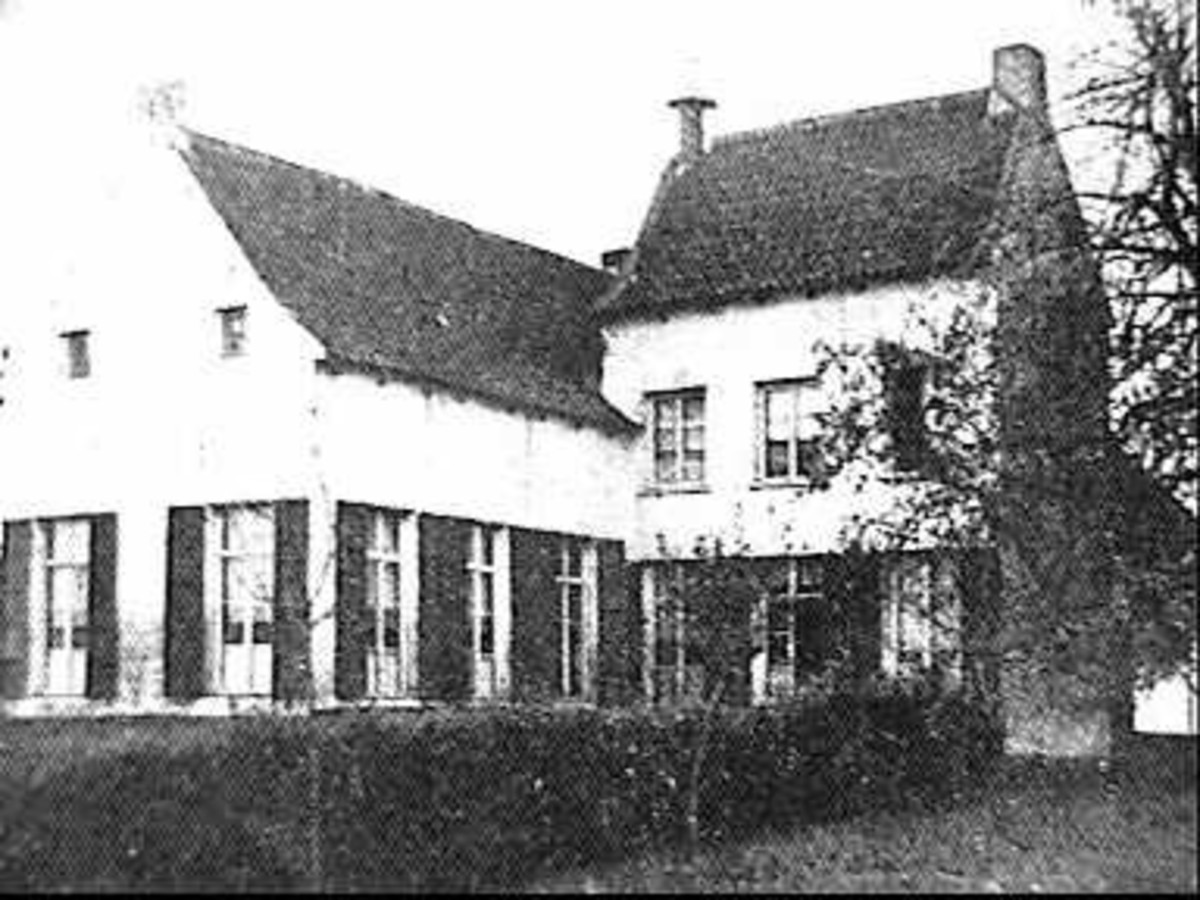
Sleutelhof
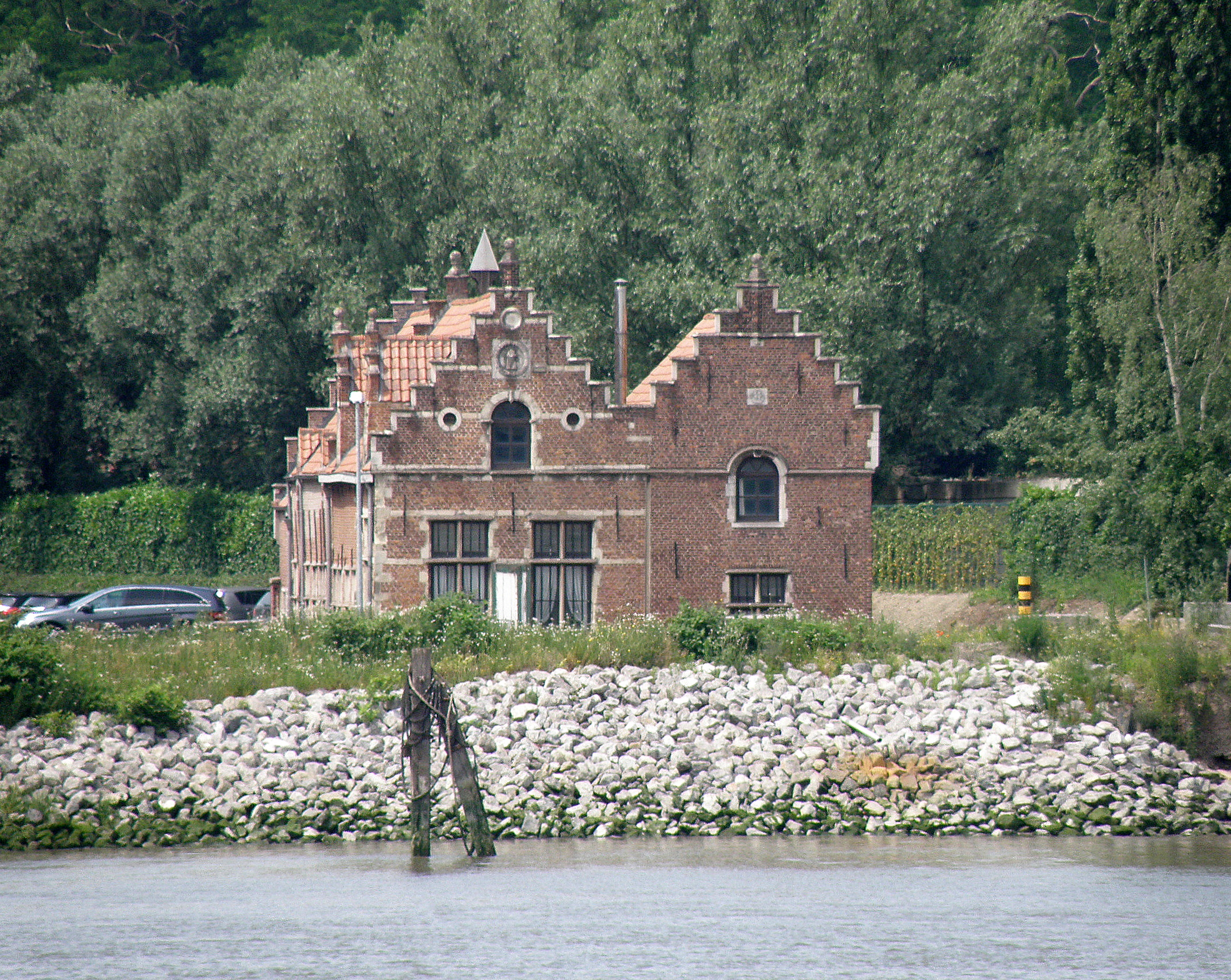
Backersveer
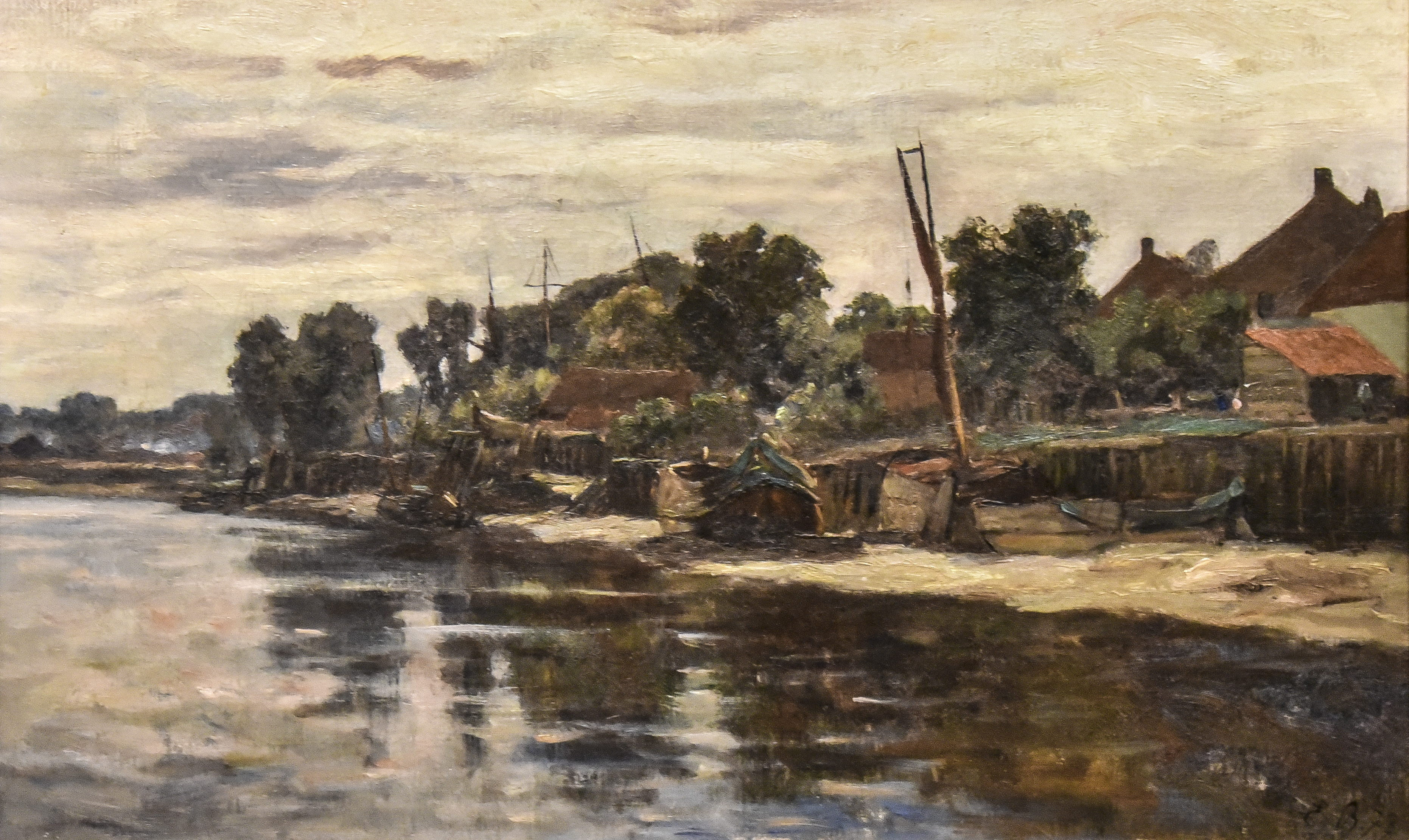
De Schelde in Burcht (1873) door Euphrosine Beernaert
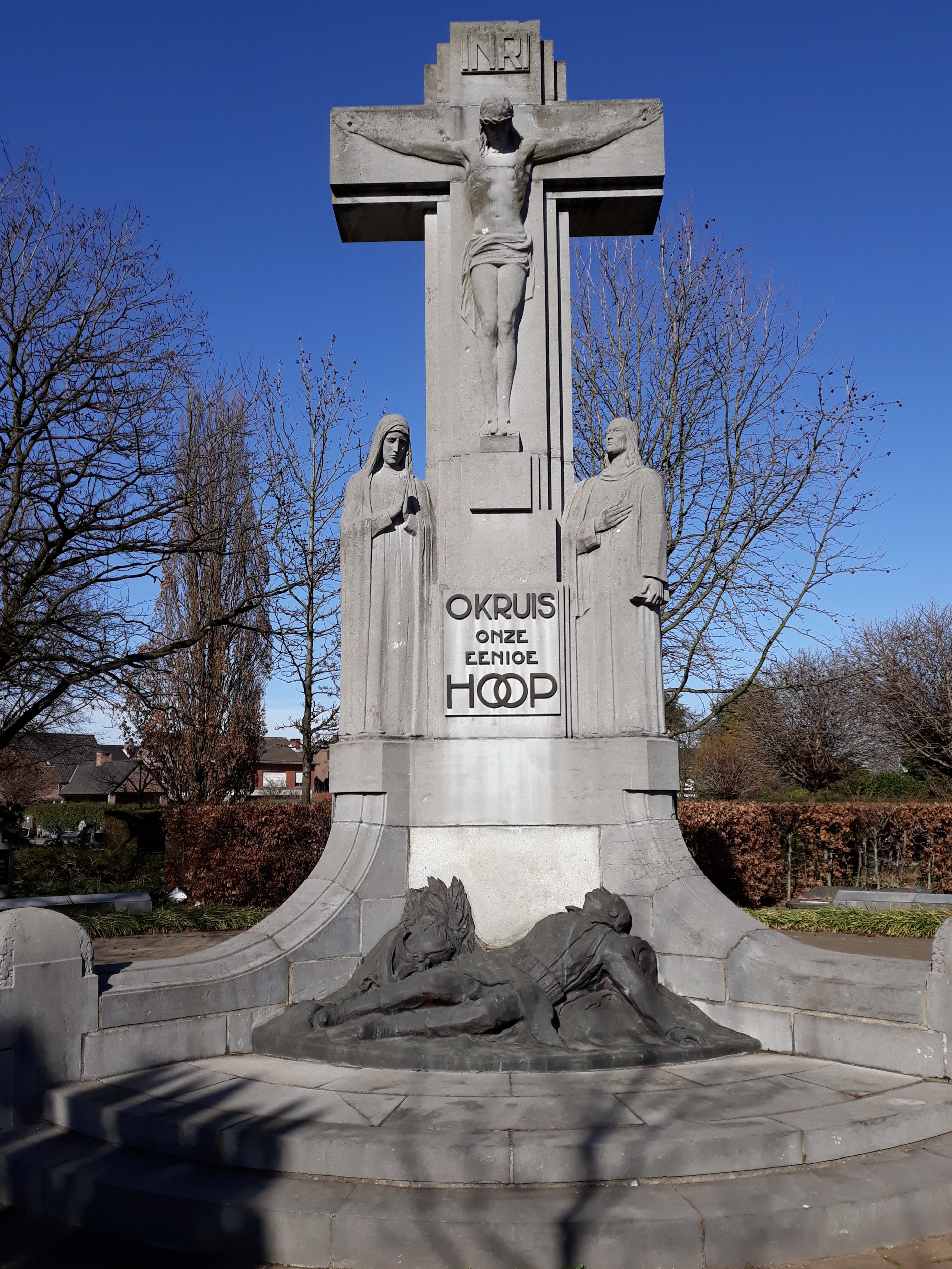
Het oorlogsmonument op de begraafplaats van Burcht
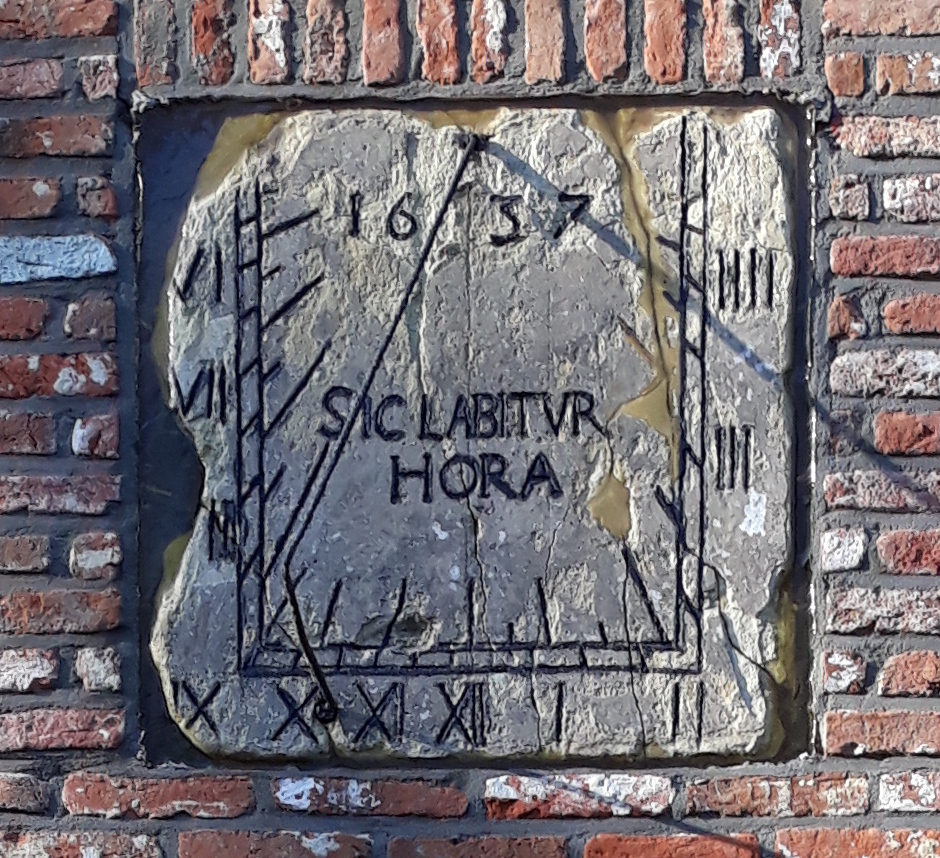
De zonnewijzer in het Wolfsbergpark

## Natuur en landschap
Burcht ligt aan de Schelde en bestaat uit voormalig polderland. Burcht maakt deel uit van het Waasland. De plaats is echter sterk verstedelijkt en maakt deel uit van de Antwerpse agglomeratie.

## Folklore
Op 11 november strooit Sint-Martinus snoep uit aan de kerk, wat men in Burcht grielen noemt.

## Verkeer en vervoer
De E17-autoweg die de noordelijke grens van de deelgemeente vormt.
Vanaf 1904 tot 1952 reed hier ook tramlijn H Van Hamme naar Antwerpen-Linkeroever.

## Economie
Vanouds was landbouw het belangrijkste bestaansmiddel van de Burchtse bevolking. Omstreeks de 19e eeuw groeide het dorp uit tot een sterk geïndustrialiseerde gemeente. Opvallende industriële sites zijn tegenwoordig de Ytong-betonstenenfabriek van de firma Xella BE en de Argex-fabriek (geëxpandeerde kleikorrels).
In Burcht is ook het hoofdkantoor van de VTB-VAB gevestigd, in een bocht van de oprit van de E17 autosnelweg.

## Sport
- De voormalige voetbalclub KVK Waaslandia Burcht
- Sporting Burcht FC, een club actief in de vierde provinciale reeks Antwerpen van de KBVB.

## Bekende inwoners
- Michaël Cop, een priester die tijdens de Franse tijd in België naar Guyana werd gedeporteerd. De Pastoor Coplaan  werd naar hem vernoemd.
- John Tulpinck, fotograaf (1863-1954)
- Maria De Vleeschouwer-Verbraeken (1913-1995), schrijfster
- Robert Clara (1923-2000), kinderarts, hoogleraar en rector aan de Universiteit Antwerpen
- Oktaaf Meyntjens (1923 - 2010), politicus
- Jean (Jan) Baptiste Peeters (1926 - 2021), Belgisch atleet
- Lieve (Godelieve) Moenssens (1939-1968), dichteres en schrijfster
- Etienne Cap (1942), Belgisch trompettist
- Fred Bervoets, beeldend kunstenaar

## Nabijgelegen kernen
Zwijndrecht, Linkeroever, Kruibeke